# Prêmio Maria Goeppert-Mayer
O Prêmio Maria Goeppert-Mayer (em inglês:  Maria Goeppert-Mayer award) é concedido anualmente pela American Physical Society em reconhecimento de contribuições significativas à pesquisa da física por uma mulher. O prêmio reconhece e suporta assim conquistas de destaque de mulheres atuando na física nos anos iniciais de suas carreiras.
O prêmio é concedido desde 1986, sendo denominado em memória de Maria Goeppert-Mayer, laureada com o Nobel de Física de 1963 com Johannes Hans Daniel Jensen e Eugene Paul Wigner.
Goeppert-Mayer foi a segunda mulher a receber o Nobel de Física depois de Marie Curie.

## Recipientes
Fonte: 
- 1986: Judith Young
- 1987: Louise Dolan
- 1988: Bonny L. Schumaker
- 1989: Cherry A. Murray
- 1990: Ellen Williams
- 1991: Alice E. White
- 1992: Barbara Cooper
- 1993: Ewine van Dishoeck
- 1994; Laura Greene
- 1995: Jacqueline Hewitt
- 1996: Marjorie Ann Olmstead
- 1997: Margaret Murnane
- 1998: Elizabeth Beise
- 1999: Andrea Ghez
- 2000: Sharon Glotzer
- 2001: Janet Conrad
- 2002: Deborah Jin
- 2003: Chung-Pei Ma
- 2004: Suzanne Staggs
- 2005: Yuri Suzuki
- 2006: Cao Hui
- 2007: Amy Barger
- 2008: Vassiliki Kalogera
- 2009: Saskia Mioduszewski
- 2010: Alessandra Lanzara
- 2011: Réka Albert
- 2012: Nadya Mason
- 2013: Feryal Özel
- 2014: Ana Maria Rey
- 2015: Gretchen Campbell